# فيرست فيينا
نادي فيرست فيينا لكرة القدم (بالألمانية: Fernwärme First Vienna Football Club) نادي كرة قدم نمساوي يلعب في دوري الدرجة الأولى. تم تأسيس النادي في سنة 1894 .